# Suha, Škofja Loka
Suha este o localitate din comuna Škofja Loka, Slovenia, cu o populație de 158 de locuitori.